# Černide
Černide (cernide, černa vojska) vojne su teritorijalne jedinice Mletačke Republike. U Istri i Dalmaciji černide su djelovale i jedno kratko vrijeme za Francuske uprave (1806. – 1809.). Prvobitna zadaća černida je bila obrana stanovništva i teritorija od turskih napada. Godine 1528. za vrijeme dužda Andrea Grittija, u Veneciji donesena je odluka o osnivanju teritorijalnih jedinica pod nazivom cernide. U sastav černida ulazili su muškarci od svoje 18 do 36 godine, koji su sposobni za oružje. 
Obaveza je trajala 14 godina. Skraćeno černide su se nazivale černe pa je tako nastao i hrvatski naziv černa vojska. Uloga vojnika ovisila je prilikama na terenu. Černide su često djelovale i van svog teritorija. Njom su zapovijedali domaći ljudi, koje su birali sami seljaci. Kumpaniju/četu (satniju) je vodio kapetan/harambaša (satnik), podređeni su mu bili alfir (zastavnik), saržent (narednik) i kaporal (desetnik). Jedna černida je mogla brojila oko 80 ljudi (četiri desetnika). Seoski harambaša birao se doživotno i bio je oslobođen javnih radova. Harambaša je morao voditi računa da seoska četa bude uvijek pripravna i dobro naoružana, pa je jednom godišnje održavao smotru svoje jedinice. Svaki pripadnik černide imao je svoje vlastito oružje, vatreno i hladno, koje mu vjerovnik nije smio uzeti. Černide nisu imale svoje uniforme.

## Služba izvan Dalmacije
Za vrijeme rata satnijama profesionalnih postrojbi mletačke vojske, novačenih u Dalmaciji, Istri i Boki, oltramarinima dodavale bi se odabrane banderije teritorijalnih postrojbi černida, odnosno paesana. Početkom Drugog morejskog rata, providur Emo reorganizira černide te ih ustrojava po načelu profesionalnih postrojbi oltramarina. Svaki okrug starih stečevina, Zadar, Šibenik, Trogir, Split i Kotor, trebali su osnovati regimente od 600 vojnika, podjeljenih u 10 satnija pod zapovjedništvom pukovnika. Pukovnici su bili časnici veterani iz korpusa oltramarina ili kapeleta. Za razliku od ostalih pukovnija u mletačkoj vojsci, ove pukovnije nisu nosile ime svoga pukovnika, kao npr. pukovnija pukovnija Šimuna Fanfonje; Reggimento Fanfogna, nego grada, pa je tako postrojba iz Zadra nosila naziva Reggimento Zara, oko 3000 černida bilo je organizirano na ovaj način, a Šibenik i Zadar su bili su stanju ustrojiti dvije pukovnije. Pukovnije su slane na Levant i Italiju kao potporne postrojbe.
Na primjeru pukovnije Medin za vrijeme Napoleonove invazije na Terrafermu broj vojnika po satnijama povećao se s 50-ak na čak 120 vojnika, pola od kojih su bili černide. Černide su tako služile kao ekspedicijske snage za vrijeme Kandijskog rata, Morejskog rata, Drugog Morejskog rata i za vrijeme Napoleonve invazije na Italiju.

## Pomoćne pješačke postrojbe:paesani
Fanti paesani (negdje nazivani i panduri) bili su još jedna vrsta profesionalne postrojbe Mletačke vojske u Dalmaciji i Boki. Riječ je o postrojbama koje je mletačka vojna administracija nazivala  paesani, odnosno, budući da su sve takve postrojbe bile razine satnije (nikad pukovnije), compagnie de paesani. U vrijeme Morejskog rata koristio se isključivo prvi naziv, a s prvim godinama 18. stoljeća počinje se koristiti i naziv panduri, po opremi i obučenosti bili su između dobrovoljnih milicijskih postrojbi černida i profesionalnih postrojbi oltramarina.
Osnovna je namjena ovih postrojbi, zapravo jedina koju mletački službenici navode, bila čuvanje i nadziranje važnih položaja i mjesta (planinskih prijevoja, manjih utvrđenih položaja, važnih prometnih puteva i sl.). Na taj su način mletački zapovjednici mogli računati da će njihove najbolje redovne postrojbe (oltramarini i croati a cavalo) biti oslobođene ovih manje značajnih vojničkih zadataka, te da će ih u napadačkim i obrambenim operacijama moći koncentrirati na najvažnijim dijelovima bojišta. Godine 1717. broje oko 1500 vojnika na području dalmatinske granice raspoređenih u 20-ak satnija.
U pravilu su zapovjednici ovih postrojbi imali čin kapetana i primali mjesečnu plaću od 10 dukata, jedan zastavnik je primao šest dukata, narednik i kaplari četiri dukata, a vojnička je plaća iznosila 3 dukata i porciju dvopeka na mjesec.

Kapetani kumpanija paesana bili su nagrađivani na način da bi njihova postrojba bila prebačena među redovne profesionalne postrojbe oltramarina, što bi u praksi značilo povećanje plaća časnicima i vojnicima, ali i službu izvan Dalmacije. Takvo je  priznanje za svoju službu 1696. godine providur Dolfin dodijelio kapetanu Filipu Sentiću. Njegova je satnija de paesani bila utemeljena s ciljem da čuva Klek na Neretvi, a providur je odobrio njegovu molbu da se ona uvrsti među oltramarine.
- Maca
- Ascia
- Partizana

## Kaštelanske černide
Kaštelanskim černidama zapovijedao je guvernadur, kojega je postavljala mletačka vlast iz redova splitskih ili trogirskih plemića. Posebno se birao guvernadur za splitska kaštela, a posebno za trogirska kaštela. Dok je granica išla vrhovima Kozjaka, Kaštelani koji su bili u sastavu černida morali su stražariti u kulama stražarnicama. Svako selo je imalo dvije, jednu na samoj granici, drugu na padinama Kozjaka. Danas je djelomično sačuvana stražarnica u Lažanima iznad Kaštel Kambelovca. Kula je bila visine oko 8 metara, na visini od 4 metra nalazila su se mala vrata kroz koja su stražari ulazili u kulu pomoću ljestvi, koje bi zatim uvukli u kulu. Stražari su nagrađivani u novcu ili biškotu (dvopek).